# Плотников, Михаил Иванович
Михаил Иванович Плотников — советский военно-морской деятель, инженерный работник, преподаватель Военно-морской академии, доцент, кандидат наук, инженер-капитан 1-го ранга (1940).

## Биография
Русский, в РККФ с февраля 1918, в ВКП(б) с 16 июня 1943. Был ранен в ногу в 1918 во время Ледового похода Балтийского флота из Гельсингфорса в Кронштадт. Участник гражданской войны: в 1918 на эсминце "Видный" Морских сил Балтийского моря; в 1919 на эсминце "Эмир Бухарский" в составе Астрахано-Каспийской военной флотилии. В 1940 флагманский механик штаба Черноморского флота. В годы Великой Отечественной войны преподаватель кафедры паровых турбин Военно-морской академии им. К. Е. Ворошилова.
Из аттестации: Имеет большой практический опыт и хорошую подготовку по специальности. Успешно ведёт чтение курсов в ВМА и работает над написанием оригинальных учебников. Участвует в общественной работе. Весьма дисциплинирован.

### Звания
- Инженер-флагман 3-го ранга (9 апреля 1938);[2][3]
- Инженер-капитан 1-го ранга (8 июня 1940).[4]

### Награды
- Орден Ленина (1945);
- Орден Красного Знамени (1929)[5];
- Орден Красной Звезды (1944);
- Юбилейная медаль «XX лет Рабоче-Крестьянской Красной Армии»;
- Медаль «За победу над Германией в Великой Отечественной войне 1941—1945 гг.».

## Публикации
Оригинальные учебники по инженерной военно-морской специальности.